# أليساندرو ديولا
أليساندرو ديولا (بالإيطالية: Alessandro Deiola) (1 أغسطس 1995 في إيطاليا - ) هو لاعب كرة قدم إيطالي في مركز الوسط. لعب مع نادي كالياري وAC Tuttocuoio 1957 San Miniato ‏.

## وصلات خارجية
- أليساندرو ديولا على موقع قاعدة بيانات كرة القدم.إي يو (الإنجليزية)
- أليساندرو ديولا على موقع Soccerway.com (الإنجليزية)
- أليساندرو ديولا على موقع AS.com (الإسبانية)